# Palazzo Torlonia alla Lungara

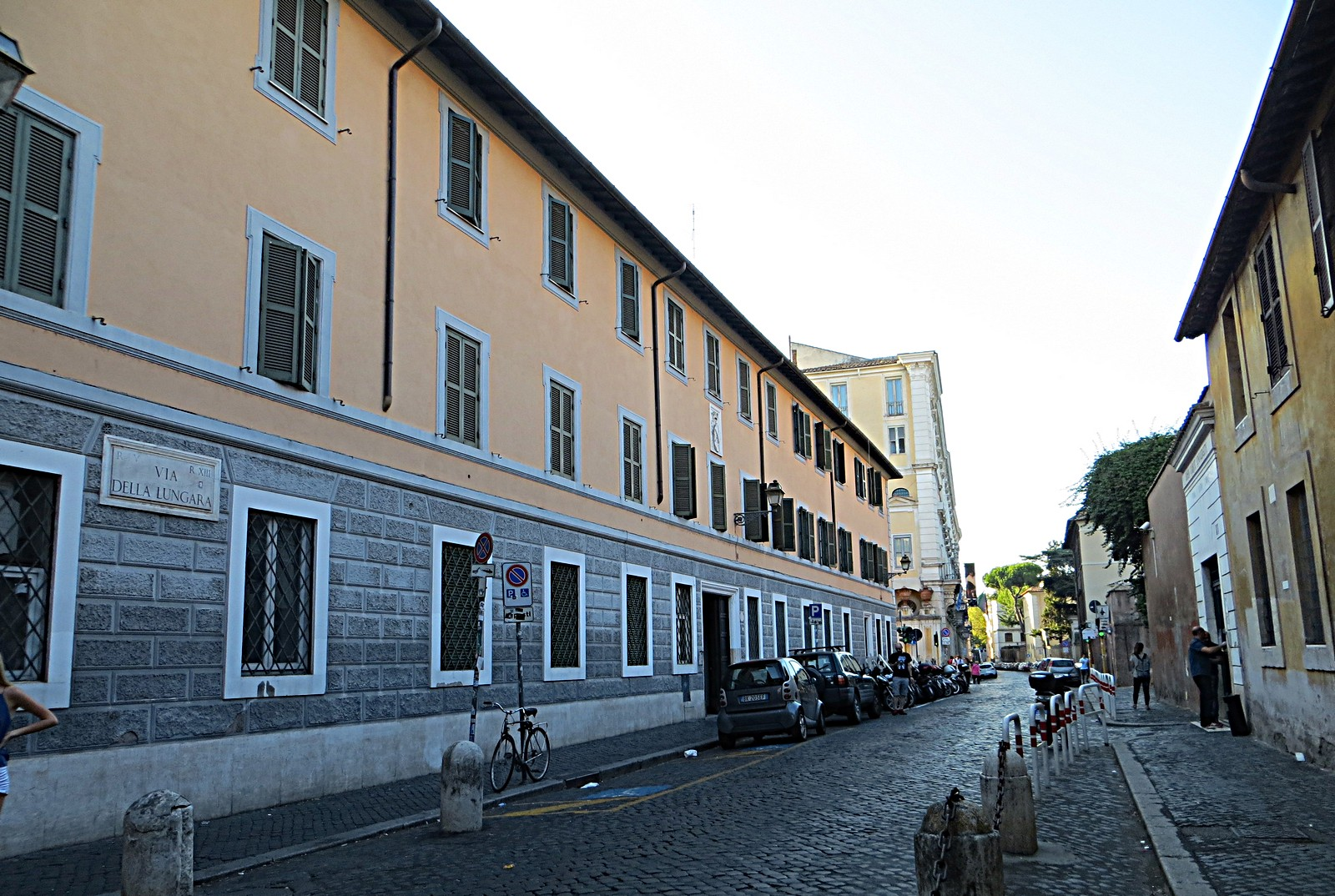
A longa fachada do palácio à esquerda nesta vista da Via della Lungara a partir da Porta Setimiana.

Palazzo Torlonia alla Lungara é um palácio neoclássico localizado bem no começo da Via della Lungara, imediatamente após a Porta Setimiana, no rione Trastevere de Roma. O lugar é famoso por ter abrigado o Museo Torlonia, reaberto de forma parcial em 2016. Atualmente é um edifício de apartamentos.

## História

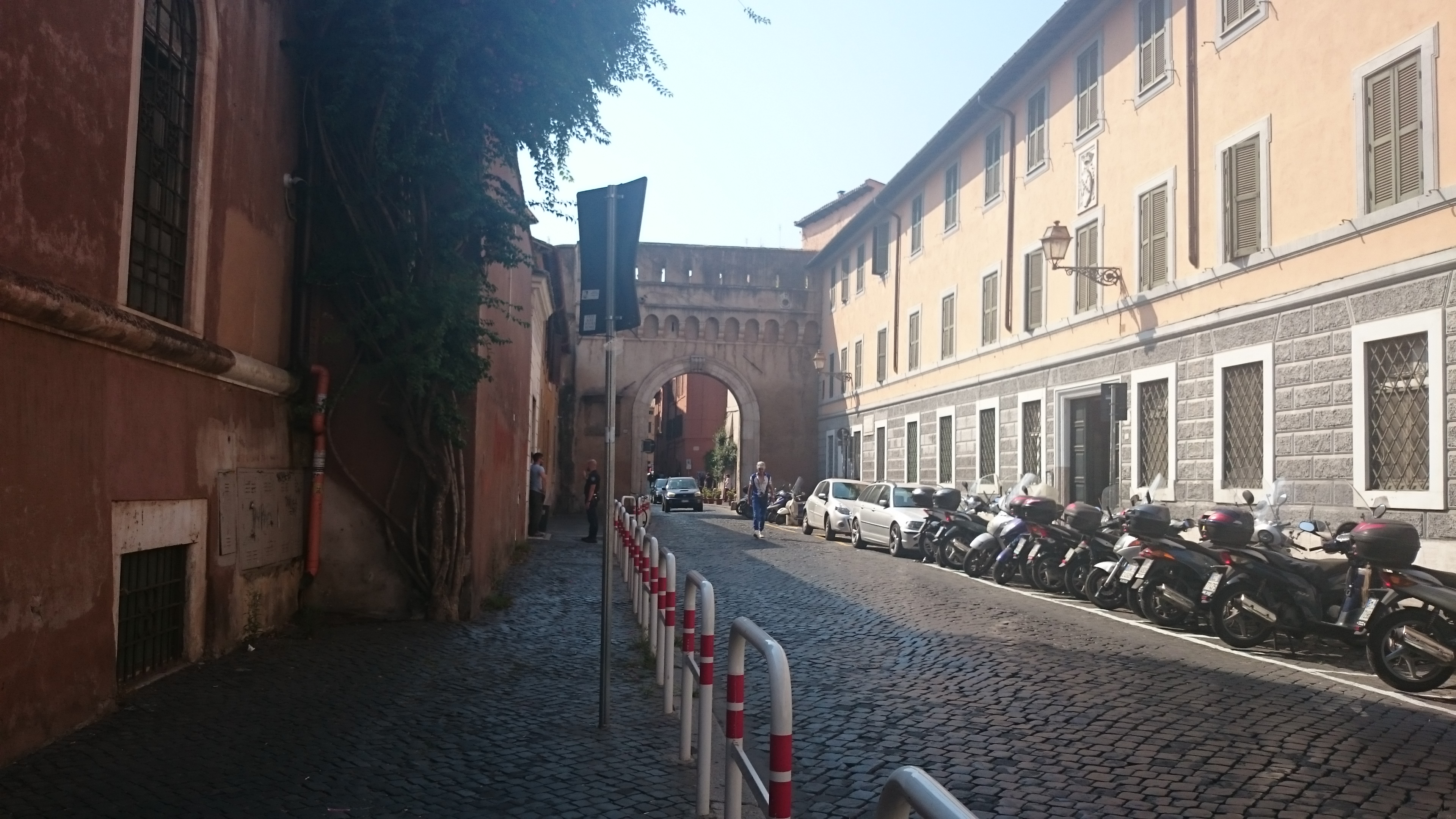
Vista na outra direção com a Porta Setimiana ao fundo.

A estrutura original deste palácio remonta ao século XVII, quando funcionava no local um armazém de um moinho que utilizava a água levada ao Janículo pelo aqueduto Água Paula para mover suas mós. O edifício foi adquirido no século XIX pela família Torlonia, que o adaptou para servir de residência para a família, mesmo considerando que já eram proprietários de um palácio, na Via della Conciliazione, e do hoje demolido Palazzo Torlonia na Piazza Venezia (onde hoje está o Palazzo delle Assicurazioni Generali). 
O palácio, na esquina com a Via Corsini, onde fica uma entrada secundária, se apresenta em duas ordens de janelas com cornija simples além do piso térreo, que está separado por uma cornija marcapiano. Na fachada de silhares rusticados do térreo se abre um portal flanqueado por janelas emolduradas e gradeadas; a esquina com a Via Corsini conta com uma decoração similar, que sobe até o beiral. Entre o primeiro e o segundo piso está o brasão dos Torlonia, dois cometas separadas por uma faixa. 
Em 1859, por ordem de Alessandro Torlonia, o interior do palácio foi transformado num museu para abrigar a famosa Coleção Torlonia, uma rica coleção de arte, o maior museu particular de Roma na época. Os Torlonia se destacaram na história da cidade nos primeiros anos do século XIX depois de terem acumulado uma enorme fortuna graças às suas atividades comerciais e financeiras. Faziam o que muitos banqueiros faziam, emprestando dinheiro em troca de garantias, mas inovaram ao aceitar obras de arte: todas as grandes famílias de Roma deviam aos Torlonia, que ampliaram enormemente sua coleção. Além disto, obras também vinha das escavações arqueológicas realizadas nas diversas propriedades da família, especialmente da Villa dei Quintilli, a maior villa nos subúrbios de Roma, que só foi adquirida pelo governo italiano em 1985. Segundo o único catálogo conhecido, produzido por Pietro Ercole Visconti em 1880, mais de 530 esculturas inestimáveis estavam abrigadas no palácio. Na década de 1960, com base numa autorização para refazer o telhado do palácio, o príncipe Alessandro modificou completamente o palácio, transformando a estrutura num edifício com 93 apartamentos individuais, e transferiu a coleção até então exposta para outras propriedades da família, não abertas ao público. Depois de décadas de conflitos entre a família e o governo italiano, uma nova exposição foi aberta em 2018 com cerca de 90 das esculturas mais representativas da coleção, agora representada pela Fondazione Torlonia.